# Neopanope
Neopanope is een geslacht van kreeftachtigen uit de klasse van de Malacostraca (hogere kreeftachtigen).

## Soorten
- Neopanope packardii (Kingsley, 1879)
- Neopanope texana (Stimpson, 1859)